# やるせなす
やるせなすは、ワタナベエンターテインメント所属のお笑いコンビ。

## メンバー
石井 康太（いしい こうた、1975年3月16日（50歳） - ）
- ボケ担当。立ち位置は向かって左。
- 通称「石井ちゃん」。自己紹介ギャグ「石井ちゃんです!」で知られる。
- 東京都北区出身。血液型はB型。身長170cm。体重75kg。
- 趣味は映画、プロレス観戦、釣り。特技は乗馬、スキューバダイビング[1]。PADIレスキューダイバーの資格を持つ[2]。
- 中学校時代はバスケットボール部に所属[3]。
- 2010年10月10日に中学校の同級生の女性と結婚[4]。2011年6月18日に第1子となる男児が誕生[5]。
- 最終学歴は日本大学経済学部卒業[6]だが、かつてWikipediaで法政大学卒業となっていたことがあった。
- 放送作家の田中大祐と劇団「気晴らしBOYZ」を立ち上げ、座長を務めるほか自身も演者として舞台に上がっていた。また、その他の劇団にも演技力を買われて出演するなど俳優としての活動も多い[7]。
- 現代狂言 の出演をキッカケに、[7]2019年、狂言方和泉流能楽師の九世野村万蔵（野村万蔵家当主）に弟子入り[8]し、2024年には一人語りの大曲、奈須与市語を披き、現在は能楽協会会員になりプロの狂言師として活動している。
- 釣りやスキューバダイビングなどの海好きがこうじて、 沼津港深海水族館の解説員としても活動しており、主にシーラカンスの解説を担当している。自身のTwitterでも同水族館の告知をしている[7]。月に何度か訪れることもある[9]。
- 中学時代には渡辺美里、尾崎豊、徳永英明、KANなどの曲をよく聴いていた。特に渡辺美里に関しては中学2年生から高校1年生まで毎年西武球場で行われるコンサートに駆けつけるほどのファンだった。
- 保護猫を二匹飼っている。

中村 豪（なかむら つよし、1975年3月22日（50歳） - ）
- ツッコミ、ネタ作り担当。立ち位置は向かって右。
- 東京都日野市出身（小3まで神奈川県横浜市青葉区市ケ尾町育ち[10]）。血液型はO型。身長170cm。体重58kg。
- 趣味・特技は、アンティーク時計収集、乗馬[9]。乗馬4級、色彩検定3級を持っている[10]。
- 小2から中3まで野球をやっており、小学校時代は地区選抜メンバーにも選ばれている[3]。他にもテニス、ゴルフ、スノーボードの経験がある[3]。
- 2005年6月より、安井順平（元アクシャン）とのユニット「黄色のコンセント」としても活動。
- 霊感があることを自称している。霊視や占いも行い、業界関係者の物件や鑑定の相談に乗ることもあるほか、占いサイトの監修にも携わっており、2010年8月には『霊界白書～あの世に学ぶ!幸せに生きるためのこの世の歩き方～』（ワニブックス）を出版した[7]。放送作家やCMプランナーとしても活動している[7]。
- 実家は弁当屋。
- 元々は現在とは対照的に心霊に関する話題が大嫌いだったが、23歳の頃に「曰く付きの物件で一泊する」というロケに行った際、自身に霊感があることが判明した。
- 東京ヤクルトスワローズのファン[11]。
- 喫煙者。
- ブログでの一人称は「オイラ」（「おいら」と書くこともある）。
- 国内外のトイレマークの撮影をライフワークとしていた時期がある[12]。
- 鮫洲運転免許試験場へ運転免許の更新に行った際、田原俊彦に偶然遭遇したことがある[13]。
- 初めて買ったCDは松任谷由実のDelight Slight Light KISS[10]。
- お笑い芸人を目指したきっかけは、星新一の作品の影響でショートストーリーに興味を持ったこと[10]。

## 概要
- 1994年に日本大学櫻丘高等学校・日本大学経済学部の同級生同士で結成、翌1995年から活動開始。元々は「つぼつくね」というトリオだったが、メンバーの1人が脱退。やるせなすに改名しコンビとなる。
- 2001年頃から深夜番組を中心に多数のテレビ番組に出演しブレイクする。ボキャブラブームとエンタの神様を中心とするお笑いブームのちょうど中間の期間に活躍したコンビである。
- 共に1975年3月生まれ、身長170cm、乗馬を特技とするなど共通点が多い。
- 中村が石井を誘う形で結成した。
- ネタは主にコントを行う。石井の強烈なキャラクターが持ち味。
- 現在も解散していないが、石井は狂言師、中村は放送作家などを中心に活動しているためコンビ活動はしていない、正月と誕生日にはお互い連絡し合っている。

## 出演番組

### テレビ番組
過去の出演番組
- お笑い向上委員会 笑わせろ!（テレビ朝日）
- ブレイクもの!（フジテレビ）
- 黄金ボキャブラ天国（フジテレビ）
- 爆笑オンエアバトル（NHK）戦績5勝1敗 最高457KB
  - 第2回チャンピオン大会 予選10位敗退

- 笑っていいとも!（フジテレビ）
- 明石家マンション物語（フジテレビ）
- とんねるずのみなさんのおかげでした（フジテレビ）
- 東京Aランチ（フジテレビ）
- 東京すらんぐ（フジテレビ）
- (株)城島産業（TBS）
  - 特捜TV!ガブリンチョ（テレビ朝日）

- とりあえずイイ感じ。（日本テレビ）
- ばちこい!（瀬戸内海放送）
- やるヌキッ!（テレビ東京）
- TVチャンピオン（テレビ東京）
- 世界バリバリ★バリュー（毎日放送）
- ぷれミーヤ!（テレビ朝日）
- 給与明細（テレビ東京）
- にっぽん熱中クラブ（NHK BS2）
- オールスター感謝祭（TBS、2000年 - 2003年）この番組での座席は普段の立ち位置と逆である。
- ドライブ A GO!GO!（テレビ東京、2008年2月17日）

### CM
- 資生堂「uno」
- トヨタ自動車「エコカー減税」（ABC・テレビ朝日系ドラマ「コールセンターの恋人」内のみ）
- センコー

## 出演番組（石井）

### テレビ番組
現在の出演番組
- ヨソで言わんとい亭〜ココだけの話が聞ける（秘）料亭〜（テレビ東京）

過去の出演番組
- いきなり!黄金伝説。（テレビ朝日）

### 舞台
- 劇団東京イボンヌ第10回公演『モーツァルトとマリー・アントワネット』（2015年12月、スクエア荏原・ひらつかホール） - 主演・モーツァルト 役[14]

### テレビドラマ
- 合い言葉は勇気（フジテレビ）
- 人にやさしく（フジテレビ）
- 美女か野獣（フジテレビ）
- 火消し屋小町（NHK）
- 女の一代記（フジテレビ）
- 銭湯の娘!?（毎日放送）
- 次郎長背負い富士（NHK）
- ダンドリ。〜Dance☆Drill〜（フジテレビ）
- きらきら研修医 第5話（TBS）
- 翼の折れた天使たち 第1夜「衝動」（フジテレビ）
- ごくせん 第3シリーズ（2008年4 - 6月、日本テレビ） - 鶴岡圭介 役
- コールセンターの恋人（2009年7月 - 9月、朝日放送・テレビ朝日） - 明石涼介 役
- 筆談ホステス（2010年、毎日放送）
- 美食カメラマン 星井裕の事件簿（TBS）
- 臨月の娘（テレビ朝日）
- 水戸黄門 第41部 第8話「貞淑妻の意外な過去・奈良」（2010年5月31日、TBS / C.A.L.） -  ならず者の勘太　役
- 怪盗ハンサム（2011年7月29日、東海テレビ） - 毒島 役
- 連続テレビ小説 梅ちゃん先生 第4週 - （2012年5月-、NHK） - キャバレーのボーイ 役
- 土曜ワイド劇場 切り裂きジャックの告白 〜刑事 犬養隼人〜（2015年4月18日、朝日放送・テレビ朝日） -  古姓俊彦 役

## 出演番組（中村）

### テレビ番組
現在の出演番組
- チャンネル生回転TV ALLザップ！（BSスカパー!）

### ラジオ番組
- Startline(横浜エフエム放送)

過去の出演番組
- 晴れたらイイねッ!Let'sコミミ隊（フジテレビ）
- 松本伊代のキラキラ80's(MONDO21)
- ぴーかんテレビ（東海テレビ）
- なまおん（札幌テレビ）
- 桂由美の白いカフェ（BS朝日）
- メダルチャンピオン（サンテレビ）
- もうすぐお昼ですよ（チバテレビ）
- ぷれサタ!（東海テレビ）

- L.A.V.（JFNC）
- SCHOOL9 （JFNC）

### テレビドラマ
- タイヨウのうた(TBS)

### 書籍
- お笑い芸人の合コンに学ぶ心理戦術（青春出版）2005年3月
- 芸人リポーターが使う どんな場面でも会話に困らない55の簡単ルール(朝日新聞出版)2010年1月
- 霊界白書〜あの世に学ぶ!幸せに生きるためのこの世の歩き方(ワニブックス)2010年8月

### 演出
- フジテレビアラカルト　ドラマ「最後に誰かと誰かがキスをする」（監督）